# Red velikosti (energija)
| Red velikosti | SI predpona   | Vrednost | Zgled |
| ------------- | ------------- | --- | --- |
| 10−33         |               | 2×10−33 J | povprečna kinetična energija tranlacijskega gibanja molekule pri temperaturi 100 pikokelvinov                                          |
| 10−28         |               | 6.6×10−28 J | energija AM radio fotona (1 MHz) (4×10−9 eV)                                                                                           |
| 10−24         | jokto- (yJ)   | 1.6×10−24 J | energija fotona mikrovalovne pečice (2.45 GHz) (1×10−5 eV)                                                                             |
| 10−23         |               | 2×10−23 J | povprečna kinetična energija translacijskega gibanja molekule v Boomerang Nebula, najhladnejšega prostora izven laboratorija, 1 kelvin |
| 10−22         |               | 2-3000×10−22 J | energija IR infrardečega fotona |
| 10−21         | zepto- (zJ)   | 1.7×10−21 J | 1 kJ/mol, preveddno v energijo molekule                                                                                                |
| 10−21         | zepto- (zJ)   | 2.1×10−21 J | Toplotna energija v vsaki prostostni stopnji molekule pri 25 °C (ekviparticijski izrek) (0.01 eV)                                      |
| 10−21         | zepto- (zJ)   | 2.856×10−21 J | Po Landauerjevem principu, najmanjša potrebna energija pri 25 °C za spremembno enega bita informacije                                  |
| 10−21         | zepto- (zJ)   | 3–7×10−21 J | energija van der Waalsove sile med atomi (0.02–0.04 eV)                                                                                |
| 10−19         |               | 1.6×10−19 J | ≈1 elektronvolt (eV) |
| 10−19         | 3–5×10−19 J   | energija fotonov vidne svetlobe                                                                                     | |
| 10−19         | 3–14×10−19 J  | energija kovalentne vezi (2–9 eV)                                                                                   | |
| 10−19         | 5–200×10−19 J | energija fotonov ultravijolične svetlobe                                                                            | |
| 10−18         | ato- (aJ)     | | |
| 10−17         |               | 2-2000×10−17 J | energija fotonov rentgenskih žarkov |
| 10−16         |               | | |
| 10−15         | Femto- (fJ)   | | |
| 10−14         |               | > 2×10−14 J | energija fotonov gama žarkov |
| 10−14         | 8.2×10−14 J   | masa/energija elektrona (rest mass-energy) v mirovanju                                                              | |
| 10−12         | Piko- (pJ)    | 2.3×10−12 J | kinetična energija nevtrina proizvedenega v D-T fuziji; uporabna za zagon fisije (14.1 MeV)                                            |
| 10−11         |               | 3.4×10−11 J | povprečna celotna energija jedrske fisije enega U-235 atoma (215 MeV)                                                                  |
| 10−10         |               | 1.5030×10−10 J | masa/energija (rest mass-energy) protona v mirovanju                                                                                   |
| 10−10         | 1.505×10−10 J | masa/energija (rest mass-energy) nevtrona v mirovanju                                                               | |
| 10−10         | 1.6×10−10 J   | 1 gigaelektronvolt (GeV)                                                                                            | |
| 10−10         | 3.0×10−10 J   | masa/energija (rest mass-energy) devterona v mirovanju                                                              | |
| 10−10         | 6.0×10−10 J   | masa/energija (rest mass-energy) alfa delca v mirovanju                                                             | |
| 10−9          | nano- (nJ)    | 1.6×10−9 J | 10 GeV |
| 10−9          | nano- (nJ)    | 8×10−9 J | začetna operativna energija za CERN Large Electron Positron Collider leta 1989 (50 GeV)                                                |
| 10−8          |               | 1.3×10−8 J | masa/energija (mass-energy) W bozona (80.4 GeV)                                                                                        |
| 10−8          | 1.5×10−8 J    | masa/energija (mass-energy) Z bozona (91.2 GeV)                                                                     | |
| 10−8          | 1.6×10−8 J    | 100 GeV | |
| 10−8          | 2×10−8 J      | masa/energija (mass-energy) Higgsovega bozona (125-127 GeV)                                                         | |
| 10−8          | 6.4×10−8 J    | operativna energija protona aceleratorja CERN Super Proton Synchrotron leta 1976                                    | |
| 10−7          |               | 1×10−7 J | ≡ 1 erg |
| 10−7          | 1.6×10−7 J    | 1 TeV (teraelektronvolt)                                                                                            | |
| 10−7          | 5.6×10−7 J    | energija protona CERN Large Hadron Collider leta 2011 (3.5 TeV)                                                     | |
| 10−6          | mikro- (µJ)   | | |
| 10−3          | mili- (mJ)    | | |
| 10−2          | centi- (cJ)   | | |
| 10−1          | deci- (dJ)    | 1.1×10−1 J | energija padajočega 50 centovega kovanca ameriškega dolarja z višine 1 meter                                                           |
| 100           | J             | 1 J | kinetična energija majhnega jabolka (~100 gramov), ki na Zemlji pade z višine 1 metra                                                  |
| 100           | J             | 1 J | potrebna energija za segrevanje 1 grama suhega, hladnega zraka za 1 stopinjo Celzija                                                   |
| 100           | J             | 1.4 J | ≈ 1 ft•lbf (čevelj-funt-sila) |
| 100           | J             | 4.184 J | ≡ 1 kalorija |
| 100           | J             | 4.1868 J | ≡ 1 International (Para) kalorija |
| 100           | J             | 8 J | Greisen-Zatsepin-Kuzmin limit, teoretični zgornji limit energije kozmičnega žarka iz oddaljenega izvora                                |
| 101           | deka- (daJ)   | 5×101 J | Najbolj energetični kozmični žarek kdajkoli detektiran, leta 1991                                                                      |
| 102           | hekto- (hJ)   | 1×102 J | energija kondenzatorja bliskavice žepnega fotoaparata (100–400 µF pri 330 V)                                                           |
| 102           | hekto- (hJ)   | 3×102 J | energija smrtne doze rentgenskih žarkov                                                                                                |
| 102           | hekto- (hJ)   | 3×102 J | kinetčina energija povprečnega človeka, ki skoči kolikor more                                                                          |
| 102           | hekto- (hJ)   | 3.3×102 J | entalpija taljenja 1 g ledu |
| 102           | hekto- (hJ)   | > 3.6×102 J | kinetična energija kopja (800 g) s hitrostjo 30 m/s                                                                                    |
| 102           | hekto- (hJ)   | 5–20×102 J | energija bliskavice fotoaprata v fotografskem studiju                                                                                  |
| 102           | hekto- (hJ)   | 6.0×102 J | kinetična energija diska (2 kg) s hitrostjo 24,4 m/s                                                                                   |
| 102           | hekto- (hJ)   | 6×102 J | energija 10 W svetilke v eni minuti |
| 102           | hekto- (hJ)   | 7.5×102 J | energija ene konjske sile v eni sekundi                                                                                                |
| 103           | kilo- (kJ)    | 1.1×103 J | ≈ 1 (British thermal unit) (BTU), odvisno od temperature                                                                               |
| 103           | kilo- (kJ)    | 1.4×103 J | celotna energija sončnega sevavanja na en kvadratni meter v eni sekundi                                                                |
| 103           | kilo- (kJ)    | 1.8×103 J | kinetična energija krogle puške M16 (5.56x45mm NATO, 4,1 g pri hitrosti 930 m/s)                                                       |
| 103           | kilo- (kJ)    | 2.3×103 J | entalpija za uparjenje 1 g vode v paro                                                                                                 |
| 103           | kilo- (kJ)    | 3.6×103 J | ≡ 1 W•h |
| 103           | kilo- (kJ)    | 4.2×103 J | sproščena energija pri eksploziji 1 grama TNT                                                                                          |
| 103           | kilo- (kJ)    | 4.2×103 J | ≈ 1 Kilokalorija (pri hrani) |
| 103           | kilo- (kJ)    | 9×103 J | energija ene alkalne AA baterije |
| 104           |               | 1.7×104 J | sproščena energija pri metabolizmu 1 grama karbohidratov ali proteinov                                                                 |
| 104           | 3.8×104 J     | sproščena energija pri metabolizmu 1 grama maščobe                                                                  | |
| 104           | 4–5×104 J     | sproščena energija pri zgorevanju 1 grama bencina                                                                   | |
| 104           | 5×104 J       | kinetična energija 1 grama snovi hitrosti 10 km/s                                                                   | |
| 105           |               | 5×105 J | kinetična energija 1 grama meteorja pri trku z Zemljo                                                                                  |
| 106           | mega- (MJ)    | 1×106 J | kinetična energija 2 tonskega avtomobila hitrosti 32 m/s                                                                               |
| 106           | mega- (MJ)    | 3.6×106 J | = 1 kWh kilovatna ura elektrike |
| 107           |               | 1.1×107 J | predlagana kalorična vrednost hrane za srednje aktivnega moškega (2600 Kcal)                                                           |
| 107           | 3.7×107 J     | $1 dolar elektrike pri ceni $0.10/kWh                                                                               | |
| 107           | 4×107 J       | sproščena energija pri zgorevanje 1 m3 zemeljskega plina                                                            | |
| 107           | 4.2×107 J     | kalorična vrednost hrane plavalca Michael Phelpsa v enem dnevu med treningom                                        | |
| 107           | 6.3×107 J     | teoretično najmanjša energija potrebna za pospešek 1 kg snovi do izhodne hitrosti (brez upoštavanja zračnega upora) | |
| 108           |               | 1×108 J | kinetična energija 55 tonskega letala pri pristajalni hitrosti (59 m/s ali 115 vozlov)                                                 |
| 108           | 1.1×108 J     | ≈ 1 therm, | |
| 108           | 1.1×108 J     | ≈ 1 poraba energije kolesarja na Tour de France                                                                     | |
| 108           | 7.3×108 J     | ≈ sproščena energija pri zgorevanju 16 kg nafte                                                                     | |
| 109           | giga- (GJ)    | 1 .. 10×109 J | povprečna sproščena energija pri udarcu strele                                                                                         |
| 109           | giga- (GJ)    | 1.4x109 J | teoretično najmanjša energija za staljenje tone jekla (380 kW•h)                                                                       |
| 109           | giga- (GJ)    | 2.0x109 J | energija v 61 litrskem tanku bencina                                                                                                   |
| 109           | giga- (GJ)    | 2.0×109 J | Planckova energija |
| 109           | giga- (GJ)    | 3.3×109 J | povprečna porabljena energija za bitje srca v 80-ih letih življenja                                                                    |
| 109           | giga- (GJ)    | 4.5×109 J | povprečna poraba električne energije hladilnika v enem letu                                                                            |
| 109           | giga- (GJ)    | 6.1×109 J | ≈ energija enega sodčka nafte |
| 10            |               | 2.3×1010 J | kinetična energija Airbus A380a pri potovalni hitrosti                                                                                 |
| 10            | 4.2×1010 J    | ≈ energija ene tone nafte                                                                                           | |
| 10            | 5×1010 J      | energija bombe Massive Ordnance Air Blast druga najmočnejša nejedrska bomba                                         | |
| 10            | 7.3×1010 J    | porabljena energija povprečnega ameriškega avtomobila v enem letu                                                   | |
| 10            | 8.6×1010 J    | ≈ 1 MW•d (megavat-dan)                                                                                              | |
| 10            | 8.8×1010 J    | sproščena energija pri cepitvi enega kilograma urana-235                                                            | |
| 1012          | tera- (TJ)    | 3.4×1012 J | energija goriva v letalu Airbus A330-300 (97.530 litrov)                                                                               |
| 1012          | tera- (TJ)    | 3.6×1012 J | 1 GW•h (gigavat-ura) |
| 1012          | tera- (TJ)    | 4×1012 J | električna energija iz enega gorivnega elementa 20-kg CANDU                                                                            |
| 1012          | tera- (TJ)    | 6.4×1012 J | energija goriva v letalu Boeing 747-100B (183.380 litrov)                                                                              |
| 1013          |               | 1.1×1013 J | energija goriva v letalu Airbus A380 (320.000 litrov)                                                                                  |
| 1013          | 1.2×1013 J    | orbitalna kinetična energija mednarodne vesoljske postaje (417 ton) s hitrostjo 7.7 km/s                            | |
| 1013          | 8.8×1013 J    | energija atomske bombe Debeluh (21 kiloton)                                                                         | |
| 1013          | 9.0×1013 J    | teoretična totalna energija 1 grama snovi                                                                           | |
| 1014          |               | 6×1014 J | sproščena energija orkana v eni sekundi                                                                                                |
| 1015          | peta- (PJ)    | > 1015 J | sproščena energija v hudi nevihit |
| 1015          | peta- (PJ)    | 4.2×1015 J | sproščena energija pri 1 Megatoni TNT                                                                                                  |
| 1016          |               | 1.1×1016 J | letna poraba električne energije v Mongoliji                                                                                           |
| 1016          | 9.0×1016 J    | masa/energija 1 kg materija (antimaterije)                                                                          | |
| 1017          |               | 1.7×1017 J | celotna energija sončnega sevanja ki doseže zemljo vsako sekundo                                                                       |
| 1017          | 2.1×1017 J    | energija največje testirane atomske bombe - Car bomba 50 Megaton                                                    | |
| 1017          | 4.2×1017 J    | letna poraba električne energije na Norveškem                                                                       | |
| 1017          | 8×1017 J      | sproščena energija 1883 erupcije vulkana Krakatoa                                                                   | |
| 1018          | eksa- (EJ)    | 1.4×1018 J | |
| 1019          |               | 1.4×1019J | letna proizvodnja elektrike v ZDA leta 2009                                                                                            |
| 1019          | 6.4×1019 J    | letna poraba električne energije v svetu                                                                            | |
| 1020          |               | 5.0x1020 J | celotna poraba vseh virov energije v svetu leta 2010                                                                                   |
| 1020          | 8.0×1020 J    | ocenjene rezerve urana za generiranje elektrike leta 2005                                                           | |
| 1021          | zeta- (ZJ)    | 6.9×1021 J | ocenjena energija rezerv zemeljskega plina na svetu leta 2010                                                                          |
| 1021          | zeta- (ZJ)    | 7.9×1021 J | ocenjena energija rezerv nafte na svetu leta 2010                                                                                      |
| 1022          |               | 1.5×1022J | celotna energija sončnega sevanja na Zemljo v enem dnevu                                                                               |
| 1022          | 2.4×1022 J    | ocenjena energija rezerv premoga na svetu leta 2010                                                                 | |
| 1022          | 2.9×1022 J    | ocenjena potencialna energija pri cepitvi rezerv urana-238 z uporabo hitrih reaktorjev                              | |
| 1022          | 3.9×1022 J    | ocenjena energija rezerv vseh fosilnih goriv 2010                                                                   | |
| 1022          | 4×1022 J      | ocenjena energija potresa magnitude 9.1–9.3 leta 2004 v Indiji                                                      | |
| 1023          |               | 2.2×1023 J | totalna energija pri cepitvi rezerv urana-238 z uporabo hitrih reaktorjev                                                              |
| 1024          | jota- (YJ)    | 5.5×1024 J | totalna energija sončnega sevanja, ki zadane Zemljo v enem letu                                                                        |
| 1026          |               | 3.8×1026 J | totalne energija oddanegega sončnega sevanja v eni sekundi                                                                             |
| 1028          |               | 3.8×1028 J | kinetična energija Lune |
| 1029          |               | 2.1×1029 J | rotacijska energija Zemlje |
| 1031          |               | 3.3×1031 J | totalna energija Sonca v enem dnevu |
| 1033          |               | 2.7×1033 J | kinetična energija Zemlje v svoji orbiti                                                                                               |
| 1034          |               | 1.2×1034 J | totalna energija Sonca v enem letu |
| 1039          |               | 6.6×1039 J | teoretična masa/energija Lune |
| 1041          |               | 5.4×1041 J | teoretična masa/energija Zemlje |
| 1044          |               | 1–2×1044 J | ocenjena sproščena energija v supernovi                                                                                                |
| 1046          |               | 1×1046 J | ocenjena sproščena energija v hipernovi                                                                                                |
| 1047          |               | 1.8×1047 J | teoretična masa/energija Zemlje Sonca                                                                                                  |
| 1047          |               | 8.8×1047 J | GRB 080916C - najbolj močan zaznan izbruh žarkov gamna                                                                                 |
| 1058          |               | 4×1058 J | vidna masa/energija v naši galaksiji                                                                                                   |
| 1059          |               | 1×1059 J | totalna masa/energija naše galaksije vključno s temno energijo in temno snovjo.                                                        |
| 1062          |               | 1–2×1062 J | totalna masa/energija superklustra Virgo vključno s temno snovjo                                                                       |
| 1069          |               | 4×1069 J | ocenjena masa/energija materije v vidnem vesolju                                                                                       |